# يان أولريش

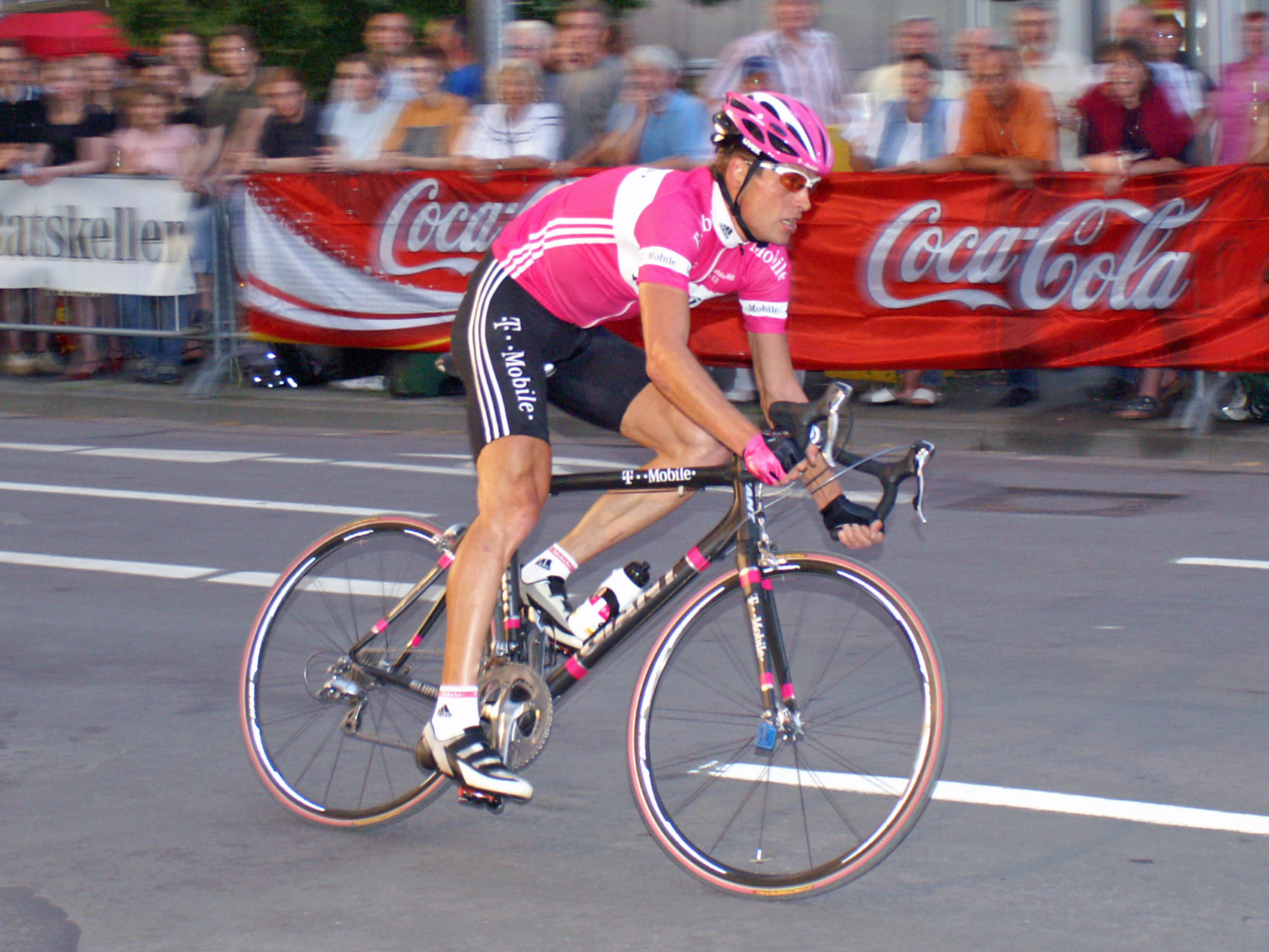
يان أولريش في هانوفر 2005

يان أولّريش (بالألمانية: Jan Ullrich)‏ ولد سنة 1973 في مدينة روستوك شمال ألمانيا (ألمانيا الشرقية سابقًا).
من أبطال سباقات الدراجات الهوائيّة الألمان. يعتلي قمّة لائحة الدرّاجين الألمان بالتساوي مع إريك تسابل. فاز بكلّ الدورات الكبرى المهمّة باستثناء طواف إيطاليا Giro d'Italia.
فاز سنة 1997 لأول مرّة (وهي الوحيدة لألمانيّ) بسباق طواف فرنسا Tour de France الشهيرة. حلّ خمس مرّات بالمركز الثاني ومرّةً ثالثًا ومرّةً رابعًا. كما أحرز بطولة الهواة في سباق الدراجات على الطريق. بطل العالم مرتين في البطولة الأحاديّة التوقيت. وفاز بطولة الأولمبياد في سباق الدراجات على الطريق عام 2000.
إتّهم بضلوعه في فضيحة تعاطي المنشطات في إسبانيا في شهر أيّار 2007 قبيل دورة فرنسا لنفس العام. ومنع لذلك من المشاركة فيه وأقاله فريقه من مركز عمله في فريق T-Mobile Team الألمانيّ. بينما نفى ولايزال ينفي تعاطيها.
أعلن اعتزاله يوم 26 شباط 2007 أثناء مؤتمر صحفيّ في هامبورغ. ينتظرأن يستكمل حياته بالعمل لدى الفريق النمساويّ österreichisches Team Volksbank.

## المصدر
سيرة نجاحاته باللغة الألمانية http://www.janullrich-bikes.de/index.php?page=4

## روابط خارجية
- يان أولريش على موقع IMDb (الإنجليزية)
- يان أولريش على موقع الاتحاد الدولي للدراجات (الإنجليزية)
- يان أولريش على موقع أرشيف الدراجات (الإنجليزية)
- يان أولريش على موقع إحصائيات الدراجات الإحترافية (الإنجليزية)
- يان أولريش على موقع CycleBase (الإنجليزية)
- يان أولريش على موقع اللجنة الأولمبية الدولية (الإنجليزية)
- يان أولريش على موقع أوليمبيديا (الإنجليزية)